# 帮达镇
帮达镇(邦达镇)，是中华人民共和国西藏自治区昌都市八宿县下辖的一个乡镇级行政单位。

## 行政区划
帮达镇下辖以下地区：
邦达村、索直村、克色村、同尼村和查龙村。

## 名称
“帮达镇”和“邦达镇”两种写法在正式场合，譬如西藏政府网页，都有被同时使用。

## 交通
邦达镇是计划修建中川藏铁路和滇藏铁路的交汇点，未来将东北通康定、成都，东南通香格里拉、丽江、昆明，西通林芝、拉萨。未来这里的怒江大桥将是世界上最高的桥梁之一。